# Herur, Sira
Herur là một làng thuộc tehsil Sira, huyện Tumkur, bang Karnataka, Ấn Độ.